# اي ار بي نيكست
ERPNext هو عبارة عن برنامج تخطيط موارد المؤسسات (ERP) حر ومفتوح المصدر والذي تم تطويره بواسطة  Frappé Technologies Pvt
المحدودة وهي مبنية على نظام قاعدة بيانات MariaDB باستخدام إطار من جانب الخادم يستند إلى Python.    
ERPNext  هو برنامج ERP عام يستخدم من قبل الشركات المصنعة والموزعين والشركات والخدمات. تشمل وحدات مثل المحاسبة، وإدارة علاقات العملاء، والمبيعات، والشراء، والموقع الإلكتروني والتجارة الإلكترونية، ونقاط البيع، والتصنيع، والمستودعات، وإدارة المشاريع، والمخزون والخدمات. كما أن لديها وحدات خاصة بمجال مثل المدارس والرعاية الصحية والزراعة والمنظمات غير الربحية.
ERPNext هو برنامج بديل ل NetSuite وQAD ، ومماثلة في وظيفة Odoo) OpenERP سابق) ، Trytonو Openbravo.
تم تضمين ERPNext في قائمة ERP FrontRunners من قبل Gartner باعتبارها Pacesetters.

## حلول الصناعة
ERPNext  يحتوي على هذه الوحدات:
- محاسبة
- إدارة الأصول
- إدارة علاقات العملاء(CRM)
- إدارة الموارد البشرية (إدارة الموارد البشرية)
- تصنيع
- نقطة البيع (نقطة البيع)
- إدارة مشروع
- المشتريات
- إدارة المبيعات
- نظام إدارة المخازن
- نظام معلومات الطلاب
- نظام معلومات المستشفى
- إدارة الزراعة
- منظمة غير ربحية

## رخصة البرمجيات
تم إصدار ERPNext تحت رخصة GNU GLPv3. وبالتالي، لا يتطلب ERPNext رسوم ترخيص مقابل بائعي ERP المملوكين. بالإضافة إلى ذلك، طالما تم الالتزام بشروط التراخيص، يمكن للمستخدم تعديل البرنامج.

## البنية
يحتوي ERPNext على بنية Model-View-Controller مع أدوات النمذجة التعريفية التي تضيف المرونة للمستخدمين لتكييف البرنامج مع الأغراض الفريدة دون الحاجة إلى البرمجة. بعض سمات الهندسة المعمارية/البناء هي:
جميع الكائنات فيERP هي(DocTypes لا يجب الدمج بينها وبين HTML DocTypes) ويتم إنشاء المشاهدات مباشرة في المستعرض.
يتفاعل العميل مع الخادم عبر كائنات بيانات JSON على خادم دعم نقل الحالة (RESTful)
قدرة البرنامج على المساعد(الحدث المدفوعة event-driven) رمز على جانب العميل والخادم Client/server side .
يطلق على إطار تطبيق الويب الأساسي اسم"Frappé ويتم الاحتفاظ به كمشروع منفصل مفتوح المصدر.
بدأت Frappé كإطار بيانات وصفية مبنية على الويب مستوحاة من Protégé على الرغم من أنها تطورت بشكل مختلف.
هذه البنية تسمح بالتطوير السريع للتطبيقات (تطوير تطبيقات سريع  RAD).

## شفرة المصدر والوثائق
يتم استضافة كود مصدر ERPNext على غيت هاب ، باستخدام نظام التحكم في مراجعة Git ، كما يتم التعامل مع المساهمات باستخدام GitHub.
دليل المستخدم الكامل متاح في موقع المشروع.

## مؤسسة اي ار بي نيكست ERPNEXT
ERPNext Open Source Software Foundation هي منظمة غير ربحية. تهدف ERPNext Foundation لتوفير منصة لمجتمع ERPNext للالتقاء وبناء الأصول لتعزيز ERPNext في جميع أنحاء العالم. لديها العديد من خطط العضوية ولها أعضاء في جميع أنحاء العالم. كما تقوم المؤسسة بتنظيم العديد من الفعاليات مثل المؤتمرات وشفرات سريعة.

## الابتكارات
لقد كان الابتكار الأساسي لـ ERPNext في بنية نمذجة البيانات الوصفية التي توفر الاستخدام المرن للتطبيق دون برمجة مخصصة.
تتضمن واجهة المستخدم تحسينات في الاستخدامات مصممة لتحسين سهولة الاستخدام وإنتاجية المستخدمين.

## البرنامج كخدمة
يتوفر ERPNext كبرنامج كخدمة بالإضافة إلى استضافة المستخدم.

### التقارير
يوفر ERPNext نظامًا مضمنًا لإعداد التقارير مع تكامل جناح المكتب. يتوفر تقرير التخصيص داخل ERPNext

## روابط خارجية
Frappé/ERPNext GitHub Repo، مؤرشف من الأصل في 2019-04-13
1. ↑  "Release 15.53.1". 21 فبراير 2025. اطلع عليه بتاريخ 2025-02-21.
2. ↑  وصلة مرجع: https://github.com/frappe/erpnext. الوصول: 11 أكتوبر 2022.